# Villains United
Villains United è una miniserie a fumetti di 6 numeri, scritta da Gail Simone con illustrazioni di Dale Eaglesham e Wade Von Grawbadger, pubblicata dalla DC Comics nel 2005. A causa di un periodo di malattia improvviso, Eaglesham non poté disegnare le illustrazioni per la terza parte, così Val Semeiks subentrò al suo posto, con l'aiuto nell'inchiostrazione di Prentis Rollins.

## Storia editoriale
Villains United è una delle quattro serie limitate che condussero agli eventi di Crisi infinita, a una serie limitata di sette numeri. Questa storia segue l'evoluzione dell'ultima incarnazione dei Segreti Sei, e la progettazione delle strategie contro le macchinazioni dei diversi supercriminali appartenenti alla Società segreta dei supercriminali di Lex Luthor.
Come tutti gli eventi delle intercompagnie maggiori, questa serie si collega a numerose altre serie mensili della DC, inclusi...
- Action Comics n. 830 e 831
- Batman: Gotham Knights n. 66
- Breach n. 7
- Catwoman n. da 46 a 49
- Firestorm n. 17
- The Flash n. 225
- Nightwing n. da 109 a 111
- Superman n. 221

## Trama

### Luthor
Da mesi, l'ex presidente Luthor utilizza le sue risorse per formare un esercito che si opponesse ai supereroi. Alla squadra di Luthor aderivano ora più di 200 membri, con squadre principali di sei membri consistenti di Luthor, Talia al Ghul, Dottor Psycho, Deathstroke, Black Adam e il Calcolatore. Ma non tutti i criminali a cui fu data la possibilità di unirsi alla squadra erano ansiosi di farne parte. Il nemico di Batman, Catman, si unì ad una squadra di cinque membri supportata dal misterioso Mockingbird, che incluse Cheshire, Deadshot, Scandal, Rag Doll e Parademone, che si oppose alla Società Segreta. Catman rimpiazzò il primo Violinista, dopo che questo venne ucciso da Deadshot su ordine di Mockingbird, quando quest'ultimo sentiva di non aver portato a termine la sua parte in una missione.

### Mockingbird
Una notte, nella base dei Segreti Sei, fra Catman e Deadshot iniziò una discussione in relazione al loro capo, Mockingbird, e, del cambio nella vita di Catman, mentre Cheshire ascoltava in segreto senza farsi vedere. Dopo un po', Scandal informò la squadra che Mockingbird aveva appena assegnato loro la missione di sottrarre dall'armeria Thanagariana una petroliera situata nella baia di Gotham.
Dopo essere giunti alla petroliera furono attaccati dai membri della Società, trovando: il Mago del Tempo, Cheetah, Dottor Polaris, Conte Vertigo, Killer Frost, Capitan Nazi, Hyena, Crazy Quilt e molti altri. Dopo la loro cattura, il Dottore del Crimine torturò i Segreti Sei, chiedendo loro, tra l'altro, di svelare la vera identità di Mockingbird. Dopo un paio di torture, Catman riuscì a liberarsi e salvò i suoi compagni di squadra. Mentre fuggivano, decisero di inviare alla Società un messaggio.
Dopo la loro fuga, i Sei si infiltrarono in un'installazione della Società in Brasile. Dopo essersi fatti strada tra una legione di truppe dell'H.I.V.E., apparentemente guidata da Queen Bee, scoprirono i piano della Società definito "Vindication Scenario", il cui scopo era la cancellazione di tutti i ricordi di tutti i supereroi della Terra. La fabbrica era una batteria gigante, potenziata da una coppia di vittime rapite, Firestorm e Gehenna. Firestorm venne rilasciato non appena giunse Black Adam con una squadra, mentre e la fabbrica venne distrutta.

### Tradimento
Una volta che i Segreti Sei ritornarono alla loro base, Cheshire e Catman mentre si trovavano a letto insieme, lei accusò Catman di essere una spia e di voler essere un eroe. Tuttavia, Cheshire gli rivelò che lei aveva dormito con lui solo perché era sua intenzione rimanere incinta.
Poco tempo dopo, la maggior parte del consiglio fondatore della Società votò per dare un colpo finale ai Segreti Sei,, ma i quattro membri rimanenti decisero invece che era necessario entrare in azione. Simultaneamente, i Sei accettarono un'ultima difesa, ma solo a condizione che ogni sopravvissuto sarebbe stato liberato dal controllo di Mockingbird in tutte le sue forme.
Prima della battaglia tra la Società e i Sei, Deadshot fece una visita alla stanza di Scandal per parlare con lei a proposito del futuro della squadra. Un'immagine frammentata sulla scrivania della donna, rivelò che lei era figlia del noto criminale immortale Vandal Savage.

### I Sei cacciati
Prima che la conversazione potesse andare oltre i saluti di base, Catman attaccò Deadshot e ammise di sapere che lui (Deadshot) mascherato da Deathstroke uccise i leoni del suo orgoglio. I due si azzuffarono finché scoprirono che il vero Deathstroke guidava una piccola banda di criminali di fronte alla porta della Casa dei Segreti.
Mentre la squadra discuteva sul come la Società li trovò, Cheshire confessò diversi atti traditori, e diede a Luthor le coordinate della base dei Sei unendosi alla Società sotto copertura. Quando le fu chiesto perché fece una cosa simile, disse che Mockingbird aveva minacciato di uccidere sua figlia se non avesse collaborato. Cheshire affermò che il figlio che avrebbe avuto da Catman sarebbe stato un ottimo rimpiazzo per una figlia perduta.

### Mockingbird si rivela
La Società irruppe attraverso il castello, e Cheshire fu colpita da Deathstroke, che commentò "La Società non ha bisogno di traditori". I Segreti Sei, tuttavia, combatterono l'invasione con successo. Talia e Scandal, figlie degli immortali Ra's al Ghul e Vandal Savage, si combattevano l'una contro l'altra. Proprio quando Talia stava per avere la maglio, la talpa di Scandal nella Società, Knockout, la mise fuori gioco. Ragdoll convinse Solomon Grundy, un compagno definito, "mostro orrendo", a cambiare fazione. Ragdoll combatté contro suo padre finché Parademone non sconfisse il Ragdoll più anziano. Catman e Ragdoll Jr. fuggirono con il gruppo di Black Adam, mentre Parademone faceva saltare in aria sé stesso, Ragdoll e il campo di battaglia. Il duello tra Deathstroke e Deadshot, terminò quando i due si spararono nello stesso istante. Per salvare sua figlia Scandal, Vandal Savage si infiltrò nel quartier generale della Società e minacciò di uccidere Luthor se lui non avesse acconsentito a disimpegnare l'attacco contro i Sei. Riluttante, e oltre le obiezioni di Black Adam, Luthor mise fine alla battaglia. A Deadshot venne fornita un'assistenza medica dai membri sopravvissuti dei Segreti Sei.

### La rivelazione: Mockingbird è Luthor
La rivelazione centrale del fumetto era che Mockingbird in realtà non era altri che Luthor e che il Luthor che organizzò la Società Segreta era un impostore (in realtà, Alexander Luthor Jr.). Mockingbird/Luthor rivelò di aver scelto questi sei particolari individui perché ognuno di loro aveva delle conoscenze e delle esperienze differenti utilizzabili in opposizione alla Società: Catman, per la sua conoscenza sui nemici di Batman; Deadshot, per la sua conoscenza a proposito dei membri della Suicide Squad; Parademone, per la sua esperienza di vita su Apokolips; Ragdoll, perché crebbe come nipote dei membri della Società dell'Ingiustizia; Scandal, perché crebbe con Vandal Savage e i suoi soci; e Cheshire, per la sua conoscenza sui nemici dei Teen Titans. Mockingbird/Luthor rivelò a Scandal che non mise mai le famiglie dei Sei in pericolo e sciolse la squadra. Da notare anche l'apparente assassinio di Pariah nella Società di Luthor, un personaggio dalla Crisi originale.

### Villains United Special: A Hero Dies but One
In Villains United: Infinite Crisis Special, i Segreti Sei si incontrarono per discutere del loro futuro come squadra, con Deadshot che raccomandava tutti loro di essere una squadra di mercenari per il bene o per il male, "finché veniamo pagati".
Nella fase uno del grande piano, la Società eseguì l'"Operazione: Speranza Abbandonata", creando evasioni di metaumani dalle strutture di detenzione in scala mondiale. L'Oracolo rispose in massa il più in fretta possibile, ma con l'indisponibilità dei "Grandi" della Justice League, gli eroi avevano non pochi problemi a mantenere l'ordine. Contattando Martian Manhunter, Oracolo organizzò una connessione telepatica globale.
Nel frattempo, i Segreti Sei intercettarono lo Spaventapasseri e Amos Fortune liberando l'Enclave M, scoprendo che tutti i supercriminali, una volta liberati, erano diretti a Metropolis. I Sei informarono Freccia Verde, che a sua volta informò J'onn. Lady Blackhawk comandò i velivoli al fine di dirigere tutti gli eroi disponibili insieme alle guardie nazionali di Metropolis.
Un'armata di seconde linee, vigilanti, e metaumani in pensione, inclusi Argus, Geist, Manhunter e El Diablo, si allearono con le autorità per fermare l'assalto della Società. A guidare i criminali c'era Dottor Psycho, affiancato dal mostro, che lui e "Monsieur" Warp liberarono dalla prigione: Doomsday.
Oltre la battaglia, Catman informò che i Sei sarebbero rimasti neutrali, anche dopo la battaglia. I Sei se ne andarono, determinati ad essere un gruppo indipendente, mentre la battaglia continuava.

## Edizioni in volume
La serie fu inserita in un'edizione tascabile:
- Villains United (contiene Villains United n. da 1 a 6, 144 pagine, gennaio 2006, ISBN 1-4012-0838-X)[4]

Lo speciale, "auto conclusivo", venne inserito in Infinite Crisis Companion (ISBN 1-4012-0922-X).